# Agrostis diandra
Agrostis diandra é uma espécie de gramínea do gênero Agrostis, pertencente à família Poaceae.